# Santa Croce sull'Arno
Santa Croce sull'Arno är en ort och kommun i provinsen Pisa i regionen Toscana i Italien. Kommunen hade 14 594 invånare (2018).